# Grecki tłumacz
Grecki tłumacz (ang. The Greek Interpreter) – opowiadanie o Sherlocku Holmesie autorstwa A.C. Doyle’a.
Po raz pierwszy opowiadanie pojawiło się w czasopiśmie The Strand Magazine we wrześniu 1893 roku. Ilustrował Sidney Paget. Część zbioru Wspomnienia Sherlocka Holmesa wydanego w roku następnym.
Inny tytuł polskiego przekładu to Tłumacz grecki.

## Fabuła
Sherlock Holmes wybiera się z wizytą do swojego brata, Mycrofta. Towarzyszy mu Doktor Watson bardzo chcący poznać brata swego przyjaciela. W Klubie Diogenesa okazuje się, że znajomy Mycrofta ma do rozwiązania zagadkę dla słynnego detektywa. Otóż poprzedniego dnia zamieszkały w Londynie grecki tłumacz nazwiskiem Melas został porwany przez niejakiego Harolda Latimera oraz Wilsona Kempa i wywieziony do domu położonego w nieustalonym miejscu, gdzie miał pośredniczyć w ważnej rozmowie porywaczy z pewnym Grekiem, jak się okazało przetrzymywanym tam wbrew swej woli. Pan Melas zorientował się, że porywacze w ogóle nie znają greckiego i w trakcie rozmowy z Grekiem (zakneblowanym i dającym odpowiedzi na piśmie) wymawiał z początku zbędne słowa, aż w końcu zaczął toczyć rozmowę o okolicznościach porwania. Mężczyzna zwał się Paul Kratides i wyjechał z rodzinnego kraju w poszukiwaniu swej siostry Zofii, także przebywającej w tym domu. Porywacze chcieli zmusić Kratidesa do zrzeczenia się opieki nad siostrą (Latimer chciał ją poślubić by przejąć jej majątek), w tym celu morzyli go głodem. Gdy wypuszczono pana Melasa, ten natychmiast powiadomił policję i dał ogłoszenie do gazety, że poszukuje mężczyznę zwanego Paul Kratides. Wkrótce tłumacz został ponownie porwany, ale Holmes i Watson ruszyli w pogoń za porywaczami. Dom odnaleziono dzięki odpowiedzi na ogłoszenie prasowe. Kratides i Melas zostali zamknięci w pokoju i zaczadzeni. Gdy pomoc dotarła, Kratides już zmarł, ale Melasowi udało się przeżyć. Detektywowi nie udało się odnaleźć zabójców, lecz wkrótce okazało się, iż zostali zamordowani. Gazety podawały, iż zabili się nawzajem w bójce jadąc pociągiem, lecz Sherlock podejrzewał, iż to Zofia pomściła śmierć swojego brata.

## Ekranizacje
W serialu Przygody Sherlocka Holmesa i doktora Watsona (w roli Sherlocka Holmesa Wasilij Liwanow) część motywów opowiadania (Mycroft Holmes i Klub Diogenesa) pojawia się w 3 odcinku „Król szantażu” opartym na opowiadaniu „Karol August Milverton”. W ekranizacji „Greckiego tłumacza” z 1985 (w roli Sherlocka Holmesa Jeremy Brett) zmienione zostało zakończenie – detektywi chwytają przestępców w pociągu, przy czym Latimer popełnia samobójstwo, wyskakując przez okno.